# Diplophoenicus dubium
Diplophoenicus dubium is een keversoort uit de familie Cebrionidae. De wetenschappelijke naam van de soort is voor het eerst geldig gepubliceerd in 1929 door Fleutiaux.